# Isabelle de Savoie
 (octobre 2016).
Si vous disposez d'ouvrages ou d'articles de référence ou si vous connaissez des sites web de qualité traitant du thème abordé ici, merci de compléter l'article en donnant les références utiles à sa vérifiabilité et en les liant à la section « Notes et références ».
Isabelle de Savoie (née à Turin le 2 mars 1591, morte à Modène le 22 août 1626) est une princesse issue de la maison de Savoie, fille du duc Charles-Emmanuel Ier de Savoie.

## Biographie
Isabelle est la fille du duc Charles-Emmanuel Ier de Savoie et de l'Infante Catalina-Micaela ou Catherine-Michelle d'Autriche (1567-1597), fille du roi d'Espagne Philippe II et d'Élisabeth de France. Elle est de ce fait la cousine germaine de Philippe IV d'Espagne (III du Portugal), et une parente des derniers rois Valois et des premiers rois Bourbons de France.
Elle épouse à Turin le 22 février 1608 Alphonse d'Este, prince héritier de Modène, fils du duc César d'Este et de Virginia de Médicis.
De leur mariage, naissent 14 enfants dont certains sont morts jeunes :
- Cesare (1609-1613) ;
- François (1610-1658), futur duc de Modène et de Reggio, qui épouse les sœurs Marie Farnèse et Vittoria Farnèse, puis Lucrezia Barberini ;
- Obizzo (it) (1611-1644), évêque de Modène ;
- Caterina (1613-1628), religieuse ;
- Cesare (1614-1677) ;
- Alessandro (1615) ;
- Carlo Alessandro (1616-1679) ;
- Rinaldo (1618-1672) cardinal ;
- Marguerite (1619-1692), épouse de Ferdinand III de Guastalla, duc de Guastalla ;
- Béatrice (1620) ;
- Béatrice (1622-1623) ;
- Filiberto (1623-1645) ;
- Bonifazio (1624) ;
- Anna Béatrice (it) (1626-1690), épouse du duc Alessandro II Pico della Mirandola (en).

Isabelle de Savoie meurt lors de l'accouchement de Anna Béatrice, le 22 août 1626 Modène. Deux ans plus tard, son époux († 1644) hérite du titre de duc à la mort de son père. Il ne se remarie pas.